# Crêtes du Donon-Schneeberg, Bas-Rhin
Crêtes du Donon-Schneeberg, Bas-Rhin este o arie protejată (arie de protecție specială avifaunistică — SPA) din Franța întinsă pe o suprafață de 6.810 ha, integral pe uscat.

## Localizare
Centrul sitului Crêtes du Donon-Schneeberg, Bas-Rhin este situat la coordonatele 48°34′26″N 7°14′10″E / 48.57389°N 7.23611°E.

## Înființare
Situl Crêtes du Donon-Schneeberg, Bas-Rhin a fost declarat arie de protecție specială avifaunistică în baza directivei 79/409 din 1979 referitoare la conservarea păsărilor sălbatice pentru a proteja 10 specii de animale.

## Biodiversitate
Situată în ecoregiunea continentală, aria protejată nu include niciun habitat protejat.
La baza desemnării sitului se află mai multe specii protejate de  păsări (10): minunița (Aegolius funereus), cocoșul de mesteacăn (Bonasa bonasia), ciocănitoarea de stejar (Dendrocopos medius), ciocănitoare neagră (Dryocopus martius), șoim călător (Falco peregrinus), sfrâncioc roșiatic (Lanius collurio), viespar (Pernis apivorus), ciocănitoare verzuie (Picus canus), sitar de pădure (Scolopax rusticola),  cocoș de munte (Tetrao urogallus).
Pe lângă speciile protejate, pe teritoriul sitului au mai fost identificate 6 specii de plante, 18 specii de păsări.